# Тин Єдвай
Тин Єдвай (хорв. Tin Jedvaj, нар. 28 листопада 1995, Загреб) — хорватський футболіст, захисник російського «Локомотива» (Москва) і національної збірної Хорватії.

## Клубна кар'єра
Народився 28 листопада 1995 року в місті Загреб. Вихованець юнацьких команд футбольних клубів «Загреб» та «Динамо» (Загреб).
У дорослому футболі дебютував 2012 року виступами за команду клубу «Динамо» (Загреб), в якій провів один сезон, взявши участь у 13 матчах чемпіонату.
Своєю грою за цю команду привернув увагу представників тренерського штабу клубу «Рома», до складу якого приєднався 2013 року. Відіграв за «вовків» наступний сезон своєї ігрової кар'єри.
До складу клубу «Баєр 04» приєднався 2014 року. У першому сезоні в Німеччині провів за леверкузенську команду 29 матчів в усіх турнірах, але згодом він зазнав важкої травми, після відновлення від якої його ігровий час у клубі зменшився і протягом наступних трьох років він використовувався здебільшого як резервний захисник.
У серпні 2019 року на умовах річної оренди приєднався до «Аугсбурга».
Влітку 2022 заявив про вірність московському «Локомотиву».

## Виступи за збірні
У 2010 році дебютував у складі юнацької збірної Хорватії, взяв участь у 32 іграх на юнацькому рівні, відзначившись 4 забитими голами.
З 2013 року залучався до складу молодіжної збірної Хорватії. На молодіжному рівні зіграв у 8 офіційних матчах, забив 2 голи.
У 2014 році дебютував в офіційних матчах у складі національної збірної Хорватії. Відтоді регулярно викликався до її лав, проте основним гравцем команди не став. На Євро-2016 взяв участь лише в одній грі групового етапу проти тодішніх континентальних чемпіонів, збірної Іспанії, яку хорвати виграли 2:1.
За два роки поїхав у складі збірної на чемпіонат світу 2018, також як резервних захисник. На мундіалі, за результатами якого хорвати стали віце-чемпіонами світу, взяв участь в одній грі, але після його завершення швидко став одним з основних захисників «картатих».
У листопаді 2018 року відкрив лік голам за національну команди, відразу відзначившись «дублем» у грі дебютного розіграшу Ліги націй УЄФА проти збірної Іспанії, що дозволило його команді здобути перемогу з рахунком 3:2.
| Дата       | Місто          | Господарі         | Результат | Гості      | Турнір                               | Голи | Примітки |
| ---------- | -------------- | ----------------- | --------- | ---------- | ------------------------------------ | ---- | -------- |
| 04-09-2014 | Пула           | Хорватія          | 2 – 0     | Кіпр       | товариський матч                     | -    | 77'      |
| 12-11-2014 | Лондон         | Аргентина         | 2 – 1     | Хорватія   | товариський матч                     | -    |          |
| 07-06-2015 | Вараждин       | Хорватія          | 4 – 0     | Гібралтар  | товариський матч                     | -    | 31'      |
| 21-6-2016  | Бордо          | Хорватія          | 2 – 1     | Іспанія    | ЧЄ 2016 - 1-й етап                   | -    |          |
| 15-11-2016 | Белфаст        | Північна Ірландія | 0 – 3     | Хорватія   | товариський матч                     | -    |          |
| 24-3-2017  | Загреб         | Хорватія          | 1 – 0     | Україна    | Відбір до ЧС 2018                    | -    |          |
| 29-3-2017  | Таллінн        | Естонія           | 3 – 0     | Хорватія   | товариський матч                     | -    | 85'      |
| 28-5-2017  | Лос-Анджелес   | Мексика           | 1 – 2     | Хорватія   | товариський матч                     | -    |          |
| 11-6-2017  | Рейк'явік      | Ісландія          | 1 – 0     | Хорватія   | Відбір до ЧС 2018                    | -    |          |
| 28-3-2018  | Арлінгтон      | Мексика           | 0 – 1     | Хорватія   | товариський матч                     | -    | 35'      |
| 3-6-2018   | Ліверпуль      | Бразилія          | 2 – 0     | Хорватія   | товариський матч                     | -    | 88'      |
| 8-6-2018   | Осієк          | Хорватія          | 2 – 1     | Сенегал    | товариський матч                     | -    | 46'      |
| 26-6-2018  | Ростов-на-Дону | Ісландія          | 1 – 2     | Хорватія   | ЧС 2018 - 1-й етап                   | -    | 83'      |
| 6-9-2018   | Фару           | Португалія        | 1 – 1     | Хорватія   | товариський матч                     | -    | 35'      |
| 12-10-2018 | Рієка          | Хорватія          | 0 – 0     | Англія     | Ліга націй УЄФА 2018-2019 - 1-й етап | -    | 59'      |
| 15-10-2018 | Рієка          | Хорватія          | 2 – 1     | Йорданія   | товариський матч                     | -    | 64' 80'  |
| 15-11-2018 | Загреб         | Хорватія          | 3 – 2     | Іспанія    | Ліга націй УЄФА 2018-2019 - 1-й етап | 2    |          |
| 18-11-2018 | Лондон         | Англія            | 2 – 1     | Хорватія   | Ліга націй УЄФА 2018-2019 - 1-й етап | -    | 67'      |
| 24-3-2019  | Будапешт       | Угорщина          | 2 – 1     | Хорватія   | Відбір до ЧЄ 2020                    | -    | 77'      |
| 8-6-2019   | Осієк          | Хорватія          | 2 – 1     | Уельс      | Відбір до ЧЄ 2020                    | -    | 50'      |
| 10-10-2019 | Спліт          | Хорватія          | 3 – 0     | Угорщина   | Відбір до ЧЄ 2020                    | -    |          |
| 13-10-2019 | Кардіфф        | Уельс             | 1 – 1     | Хорватія   | Відбір до ЧЄ 2020                    | -    |          |
| 16-11-2019 | Рієка          | Хорватія          | 3 – 1     | Словаччина | Відбір до ЧЄ 2020                    | -    |          |
| 19-11-2019 | Пула           | Хорватія          | 2 – 1     | Грузія     | товариський матч                     | -    | 46'      |
| Усього     |                | Матчів            | 24        |            | Голів                                | 2    |          |

## Титули і досягнення
- Чемпіон Хорватії (1):

«Динамо» (Загреб): 2012–13
- Володар Суперкубка Хорватії (1):

«Динамо» (Загреб): 2013
- Віце-чемпіон світу: 2018